# Liga de Naciones de Voleibol Femenino
La Liga de Naciones de Voleibol Femenino de la FIVB (Inglés: FIVB Women's Volleyball Nations League) es una competición de voleibol internacional disputada por los equipos nacionales femeninos miembros de la Federación Internacional de Voleibol (FIVB). El primer torneo tuvo lugar entre mayo y julio de 2018, con sus finales teniendo lugar en Nankín, China. Estados Unidos ganó la edición inaugural, derrotando a Turquía en la final. 
La creación del torneo fue anunciada en octubre de 2017 como proyecto conjunto entre el FIVB, el IMG y 21 federaciones nacionales. La Liga de Naciones reemplazó al Grand Prix Mundial, evento celebrado entre 1993 y 2017.
El torneo equivalente para los equipos nacionales de varones es la Liga de Naciones de Voleibol Masculino.

## Formato
Como en el Grand Prix Mundial anterior, la competición está dividida en dos fases, aunque con cambios en la fórmula de competición: una ronda preliminar, con un sistema de ciudades anfitrionas, y una ronda final jugada en un ciudad anfitriona seleccionada previamente.
La ronda preliminar se eleva a cinco semanas, versus tres en el Grand Prix Mundial. Cada semana, los equipos participantes están organizados en grupos, y cada grupo enfrenta sus miembros entre sí en un sistema round-robin. Todos los juegos en un grupo tienen lugar un fin de semana en la misma ciudad.
Cuando todos los partidos de la ronda preliminar hayan sido jugados, los cinco equipos mejor ubicados clasifican para la ronda final. La nación anfitriona automáticamente cualifica para la ronda final.
16 equipos nacionales compitieron en la edición inaugural del torneo; 12 equipos de núcleo, los cuales están siempre calificados, y 4 equipos promovidos, los cuales pueden sufrir la relegación.

## Copa Challenger
La Copa Challenger fue una competición para equipos nacionales otorgó plazas para la Liga de Naciones de Voleibol. Este torneo constó de equipos no participantes en la edición actual de la Liga de Naciones de Voleibol y presentó un equipo anfitrión y cinco equipos de las cinco confederaciones continentales como se muestra a continuación:
| Confederación               | Participantes                                                  |
| --------------------------- | -------------------------------------------------------------- |
| AVC (Asia)                  | 1                                                              |
| CAVB (África)               | 0 o 1 (play off intercontinental con representante de la CSV)  |
| CSV (América del Sur)       | 0 o 1 (play off intercontinental con representante de la CAVB) |
| CEV (Europa)                | 2                                                              |
| NORCECA (América del Norte) | 1                                                              |
| Total                       | 6 (5+H)                                                        |

La Challenger Cup fue celebrada antes de la respectiva Liga de Naciones de Voleibol y los ganadores clasificaron para el año siguiente como equipo de promoción.

## Anfitriones
Lista de anfitriones por número de campeonatos de ronda final.
| N.º | Anfitriones    | Año(s)     |
| --- | -------------- | ---------- |
| 2   | China          | 2018, 2019 |
| 1   | Italia         | 2021       |
| 1   | Turquía        | 2022       |
| 1   | Estados Unidos | 2023       |
| 1   | Tailandia      | 2024       |
| 1   | Polonia        | 2025       |

## Resumen de resultados
| Año  | Sede                     | Final          | Final | Final      | 3º/4°lugar | 3º/4°lugar | 3º/4°lugar     | Equipos (Preliminares) (Fase final) |
| Año  | Sede                     | Campeón        |       | Subcampeón | 3.º puesto |            | 4.º puesto     | Equipos (Preliminares) (Fase final) |
| ---- | ------------------------ | -------------- | ----- | ---------- | ---------- | ---------- | -------------- | ----------------------------------- |
| 2018 | Nankín China             | Estados Unidos | 3 : 2 | Turquía    | China      | 3 : 0      | Brasil         | 16 / 6                              |
| 2019 | Nankín China             | Estados Unidos | 3 : 2 | Brasil     | China      | 3 : 1      | Turquía        | 16 / 6                              |
| 2021 | Rimini · Italia          | Estados Unidos | 3 : 1 | Brasil     | Turquía    | 3 : 0      | Japón          | 16 / 4                              |
| 2022 | Ankara Turquía           | Italia         | 3 : 0 | Brasil     | Serbia     | 3 : 0      | Turquía        | 16 / 4                              |
| 2023 | Arlington Estados Unidos | Turquía        | 3 : 1 | China      | Polonia    | 3 : 2      | Estados Unidos | 16 / 8                              |
| 2024 | Bangkok Tailandia        | Italia         | 3 : 1 | Japón      | Polonia    | 3 : 2      | Brasil         | 16 / 8                              |
| 2025 | Łódź · Polonia           | Italia         | 3 : 1 | Brasil     | Polonia    | 3 : 1      | Japón          | 16 / 8                              |

## Medallero
| Núm. | País           | Oro | Plata | Bronce | Total |
| ---- | -------------- | --- | ----- | ------ | ----- |
| 1    | Estados Unidos | 3   | 0     | 0      | 3     |
| 1    | Italia         | 3   | 0     | 0      | 3     |
| 3    | Turquía        | 1   | 1     | 1      | 3     |
| 4    | Brasil         | 0   | 4     | 0      | 4     |
| 5    | China          | 0   | 1     | 2      | 3     |
| 6    | Japón          | 0   | 1     | 0      | 1     |
| 7    | Polonia        | 0   | 0     | 3      | 3     |
| 8    | Serbia         | 0   | 0     | 1      | 1     |

- Actualizado hasta 2025.

## MVP
- 2018 – Michelle Bartsch-Hackley -  Estados Unidos

- 2019 - Andrea Carrie Drews -  Estados Unidos

- 2021 – Michelle Bartsch-Hackley -  Estados Unidos

- 2022 - Paola Egonu -  Italia

- 2023 - Melissa Vargas -  Turquía

- 2024 - Paola Egonu -  Italia

- 2025 - Monica De Gennaro -  Italia